# IOS
iOS es un sistema operativo móvil de código cerrado desarrollado por Apple Inc. Originalmente desarrollado para el iPhone (iPhone OS), después se utilizó en dispositivos como el iPod touch y el iPad. Desde el 2019 el iPad pasó a tener otro sistema operativo, esto para diferenciarlo del iPhone, aunque iPadOS se basa en éste con diferencias sustanciales que lo diferencian del mismo.
La última versión del sistema operativo es iOS 18 (lanzada en septiembre de 2024) que sustituye a iOS 17 con el objetivo principal de mejorar la experiencia del usuario integrando cambios relevantes, entre ellos la opción de crear y personalizar distintas pantallas de bloqueo similar a como funcionan las esferas del Apple Watch, y otros detalles de menor índole como la posibilidad de mostrar el porcentaje de batería en los iPhone con barra de estado reducida debido a los elementos de hardware integrados en la pantalla como el notch o la dynamic island.
Los elementos de control consisten de deslizadores, interruptores y botones. La respuesta a las órdenes del usuario es inmediata y provee una interfaz fluida. La interacción con el sistema operativo incluye gestos como deslices, toques, pellizcos, los cuales tienen definiciones diferentes dependiendo del contexto de la interfaz. Se utilizan acelerómetros internos para hacer que algunas aplicaciones respondan a sacudir el dispositivo (por ejemplo, para el comando deshacer) o rotarlo en tres dimensiones (un resultado común es cambiar de modo vertical al apaisado u horizontal).
En el marco de las filtraciones acerca de los programas de vigilancia mundial de 2013-2014 de Edward Snowden, Der Spiegel publicó que la NSA estadounidense tiene grupos de trabajo dedicados a descifrar los sistemas de seguridad de iOS; además tiene pequeños programas conocidos como scripts que permiten a la agencia vigilar a los usuarios de las distintas versiones del sistema iOS su geolocalización, notas de voz, fotos y otras aplicaciones como Google Earth, Facebook.
iOS se deriva de macOS, que a su vez está basado en Darwin BSD, y por lo tanto es un sistema operativo Tipo Unix.
iOS cuenta con cuatro capas de abstracción: la capa del núcleo del sistema operativo, la capa de "Servicios Principales", la capa de "Medios" y la capa de "Cocoa Touch".

## Historia
Apple reveló la existencia de iPhone OS en la Macworld Conference & Expo del 9 de enero de 2007, aunque el sistema no tuvo un nombre oficial hasta que salió la primera versión beta del iPhone SDK un año más tarde, el 6 de marzo de 2008. Antes de esto se consideraba simplemente que el iPhone ejecutaba OS X o una versión modificada de NewtonOS. Desde ese momento se llamaría iPhone OS. El lanzamiento del iPhone OS tuvo lugar el 29 de junio de 2010 y no es hasta el lanzamiento del iPad - que también lo utiliza como sistema operativo - que pasa a llamarse simplemente iOS.
El interés en el SDK aumentaría en meses siguientes debido al progresivo crecimiento de la plataforma iPhone, que se vio incrementado en septiembre de 2007 del iPod Touch, un dispositivo con las capacidades multimedia del iPhone pero sin la capacidad de hacer llamadas telefónicas solo por redes.
El 27 de enero de 2010 Steve Jobs, CEO de Apple, anunció el iPad, un dispositivo muy similar al iPod Touch pero con un propósito orientado hacia la industria de contenidos. Este dispositivo, apoyado en una pantalla táctil de mayor dimensión, compartiría sistema operativo con sus dos exitosos hermanos, y vendría acompañado de una aplicación oficial para la compra y lectura de libros electrónicos, iBooks.
A fecha de abril de 2010 se estima por encima de 185 000 las aplicaciones disponibles para iPhone OS a través de la App Store El 7 de junio de 2010, durante la presentación del iPhone 4, Steve Jobs anunció que iPhone OS pasaría a ser llamado oficialmente como iOS.
El 12 de septiembre de 2012 se presenta iOS 6 durante la pres1
El 10 de junio de 2013 es presentado iOS 7 en la WWDC 2013 a las 10:00 tiempo de San Francisco como "El mayor cambio de iOS desde el iPhone original", cambia por completo el diseño gráfico del sistema, haciéndolo más plano y con nuevos íconos, trae nuevas características como AirDrop, Filtros de cámara, Fondo dinámico entre muchas otras, ese mismo día se liberó la beta 1 para desarrolladores.
En la misma conferencia se dieron a conocer los datos oficiales de iOS a la fecha, indican que han sido vendidos más de 600 millones de iDevices, los usuarios de iOS utilizan un 50 % más sus dispositivos que los de Android, el mercado web lo domina iOS con un 60 % y en tabletas el iPad tiene el 82 % del tráfico web, se ubica en el lugar #1 de satisfacción al cliente con un 73 % seguido por Windows Phone con el 53 %, y el 93 % de los usuarios tienen instalada la versión actual del sistema.
iOS 8 es el sucesor de iOS 7, compatible con estos dispositivos de iPhone: 4s, 5, 5c, 5s, 6, 6 Plus, iPod Touch: 5, 6 y el iPad 2 en adelante, que fue presentado el 2 de junio de 2014 en la Conferencia Mundial de Desarrolladores.
El 13 de junio de 2016, Apple presentó la próxima versión del sistema operativo. Una nueva versión con algunas novedades interesantes como un completo rediseño de la pantalla de bloqueo, notificaciones más interactivas, mayor presencia de widgets gracias al apoyo de la tecnología 3D Touch y muchas otras novedades muy necesarias para usuarios de iPhone, iPad y iPod Touch.
Actualmente, la última actualización disponible es  IOS 18.2

## Características

### Pantalla principal
La pantalla principal es donde se ubican los iconos de las aplicaciones y el Dock en la parte inferior de la pantalla donde se pueden anclar aplicaciones de uso frecuente, aparece al desbloquear el dispositivo o presionar el botón de inicio. La pantalla tiene una barra de estado en la parte superior para mostrar datos, tales como la hora, el nivel de batería, y la intensidad de la señal. El resto de la pantalla está dedicado a la aplicación actual.

### Carpetas
Con iOS 4 se introdujo un sistema simple de carpetas en el sistema. Se puede mover una aplicación sobre otra y se creará una carpeta, y así se pueden agregar más aplicaciones a esta mediante el mismo procedimiento. Pueden entrar hasta 12 y 20 aplicaciones en el iPhone y iPad respectivamente. El título de la carpeta es seleccionado automáticamente por el tipo de aplicaciones dentro de ella, pero puede ser editado por el usuario.
Con la salida de iOS 7, la cantidad máxima de aplicaciones por carpeta aumentó considerablemente, ya que al abrir una carpeta se muestran 9 iconos (3x3), y al agregar más aplicaciones se van creando páginas a las que se pueden acceder deslizando sobre la pantalla.

### Seguridad
Antes de la salida de iOS 7 al mercado, existía un enorme índice de robos de los diversos modelos de iPhone, lo que provocó que el gobierno estadounidense solicitara a Apple diseñar un sistema de seguridad infalible que inutilizara los equipos en caso de robo. Fue creada entonces la activación por iCloud, la cual solicita los datos de acceso de la cuenta del usuario original, lo que permite bloquear e inutilizar el equipo al perderlo o ser víctima de robo del mismo. De igual manera, es posible conocer la ubicación vía GPS del dispositivo y mostrar mensajes en la pantalla. Hasta la fecha no existe un método comprobado para saltarse la activación de iCloud lo que convierte a iOS 7+ en el SO móvil más seguro del mercado.
Con la llegada de iOS 9.1, es imposible encontrar vulnerabilidades que afecten al dispositivo, llevándole a Apple, a ocupar el puesto más alto en la lista de los softwares más seguros. No obstante, iOS 9.3 fue un completo fracaso en cuanto a seguridad y vulnerabilidad con el Jailbreak. Sin embargo, el 25 de agosto Apple liberó iOS 9.3.5 el cual reparaba esta vulnerabilidad.
Con el lanzamiento de iOS 10, usuarios reportaron una gran vulnerabilidad con iCloud, el cual se podía desactivar "Find My iPhone" (Buscar Mi iPhone) sin ingresar la contraseña del Apple ID.

### Centro de notificaciones
Con la actualización iOS 5, el sistema de notificaciones se rediseñó por completo. Las notificaciones ahora se colocan en un área por la cual se puede acceder mediante un deslice desde la barra de estado hacia abajo. Al hacer un toque en una notificación el sistema abre la aplicación.
La pantalla inicial de iOS contiene varias aplicaciones, algunas de las cuales están ocultas por defecto y pueden ser activadas por el usuario mediante la aplicación "Ajustes", por ejemplo, Nike+iPod o la app de iCloud Drive deben ser activadas desde los Ajustes.
| Nombre      | Función                           | Introducción       | Introducción | Introducción |
| Nombre      | Función                           | iPhone             | iPod touch   | iPad         |
| ----------- | --------------------------------- | ------------------ | ------------ | ------------ |
| Teléfono    | Teléfono, FaceTime (videollamada) | 1.0 (FaceTime 4.0) | FaceTime 4.1 | FaceTime 4.3 |
| Mail        | Cliente de correo electrónico.    | 1.0                | 1.1.3        | 3.2          |
| Safari      | Navegador web.                    | 1.0                | 1.1.3        | 3.2          |
| Música      | Reproductor de medios.            | 1.0                | 1.1.3        | 3.2          |
| SpringBoard | Pantalla principal                | 1.0                | 1.1.3        | 3.2          |

| Mensajes                               | Servicio de mensajes cortos, MMS, iMessage mensajería instantánea.                                                                               | 1.0 (MMS 3.0, iMessage 5.0)      | iMessage 5.0                     | iMessage 5.0                       |     |     |
| Calendario                             | Calendario. | 1.0                              | 1.0                              | 3.2                                |     |     |
| Fotos                                  | Visor de fotos. | 1.0 (Visor de video 2.0)         | 1.0 (Visor de video 2.0)         | 3.2                                |     |     |
| Cámara                                 | Cámara, Grabación de vídeo. | 1.0                              | 4.1 iPod touch 4                 | 4.3 iPad 2                         |     |     |
| YouTube                                | Reproductor de videos de YouTube. Actualmente ya no está como aplicación nativa (desde iOS 6) Puede instalarse desde iTunes y desde el App Store | 1.0                              | 1.0                              | 3.2                                |     |     |
| FaceTime                               | Permite realizar videollamadas entre usuarios de iPhone (iPhone 4 o posterior), iPad 2, iPod touch (4.ª generación) o un Mac.                    | 4.1 iPhone 4                     | 4.1 iPod touch 4                 | 4.3 iPad 2                         |     |     |
| Bolsa                                  | Yahoo! Finance. | 1.0                              | 1.0                              | —                                  |     |     |
| Mapas                                  | Imágenes de satélite desarrolladas por C3 Technologies (Apple) y datos de TomTom.                                                                | 1.0 (GPS Asistido 2.0)           | 1.0                              | 3.2                                |     |     |
| Tiempo                                 | Yahoo! Weather. | 1.0                              | 1.0                              | —                                  |     |     |
| Voice Memos                            | Grabadora de voz. | 3.0                              | 3.0                              | —                                  |     |     |
| Notas                                  | Una aplicación de notas simples. | 1.0                              | 1.0                              | 3.2                                |     |     |
| Quiosco                                | Tienda de revistas y periódico. | 5.0                              | 5.0                              | 5.0                                |     |     |
| Recordatorios                          | Aplicación de recordatorios. | 5.0                              | 5.0                              | 5.0                                |     |     |
| Reloj                                  | Reloj mundial, cronómetro, alarmas y temporizador.                                                                                               | 1.0                              | 1.0                              | 6.0                                | 6.0 | 6.0 |
| Calculadora                            | Calculadora (incluye versión científica). | 1.0 (Calculadora científica 2.0) | 1.0 (Calculadora científica 2.0) | —                                  |     |     |
| Ajustes                                | Ajustes. | 1.0                              | 1.0                              | 3.2                                |     |     |
| iTunes                                 | Acceso a la iTunes Music Store y directorio de pódcast.                                                                                          | 1.1                              | 1.1                              | 3.2                                |     |     |
| App Store                              | Tienda de aplicaciones. | 2.0                              | 2.0                              | 3.2                                |     |     |
| Brújula                                | Brújula. | 3.0 iPhone 3GS                   | —                                | — iPad 2 con programas de terceros |     |     |
| Contactos                              | Libreta de contactos. | 1.0 2.0 Aplicación               | 1.1                              | 3.2                                |     |     |
| Nike + iPod                            | Guarda informes de distancia, tiempo de ejercicio al conectar con un sensor Nike + iPod.                                                         | 3.0 iPhone 3GS                   | 2.2.1+ iPod Touch 2              | —                                  |     |     |
| Multitarea                             | Capacidad de correr aplicaciones en segundo plano.                                                                                               | 4.0 iPhone 3GS                   | 4.0 iPod Touch (3.ª generación)  | 4.2                                |     |     |
| Game Center                            | Permite usar juegos multijugador, guardar logros y ver tablas de clasificaciones.                                                                | 4.1 iPhone 3GS                   | 4.1 iPod touch 2                 | 4.2.1                              |     |     |
| Photo Booth                            | Aplicación de cámara con efectos especiales. | —                                | —                                | 4.3 iPad 2                         |     |     |
| iMessage                               | Aplicación de mensajería entre dispositivos con iOS                                                                                              | 5.0 iPhone 3GS                   | 5.0 iPod touch (3.ª generación)  | 5.0 iPad                           |     |     |
| Siri                                   | Asistente por control de voz. | 5.0 iPhone 4s                    | 6.0 iPod touch 5                 | 5.1 iPad 3                         |     |     |
| Centro de Notificaciones               | Administra las notificaciones | 5.0 iPhone 3GS                   | 5.0 iPod touch 4                 | 5.0                                |     |     |
| Fotos por Streaming                    | Con Fotos en streaming, cuando haces una foto con un dispositivo, esta aparece automáticamente en todos los demás.                               | 5.1 iPhone 3GS                   | 5.1 iPod touch (3.ª generación)  | 5.1                                |     |     |
| Passbook (Desde iOS 9 se llama Wallet) | Administrador de Tarjetas, cupones y entradas a eventos.                                                                                         | 6.0 iPhone 3GS                   | 6.0 iPod touch 4                 | —                                  |     |     |
| AirDrop                                | Bluetooth exclusivo de Apple. Sirve para compartir fotos, trabajos de Pages, Keynote y Numbers. También para compartir aplicaciones.             | 7.0 iPhone 5                     | 7.0 iPod touch 5                 | 7.0 iPad con Pantalla Retina       |     |     |
| Salud                                  | Aplicación que guarda tus datos médicos. | 8.0 iPhone 4s                    | 8.0 iPod touch 5                 | —                                  |     |     |

Todas las «utilidades», como Notas de Voz, Reloj, Brújula y Calculadora están en una carpeta llamada «Utilidades» desde la versión 4.0. Varias de las aplicaciones incluidas están diseñadas para trabajar juntas, permitiendo compartir datos de una aplicación a otra. (por ejemplo, un número de teléfono puede ser seleccionado desde un correo electrónico y guardarlo como un contacto o para hacer una llamada).
El iPod Touch tiene las mismas apps que están presentes en el iPhone, con excepción de Teléfono, Mensajes (aunque sí iMessage) y Brújula. Hasta iOS 5, en el iPhone y el iPad los iconos de música y videos estaban juntos en una sola aplicación, pero luego se separaron en 2, Música y Videos. Por defecto, en el dock del iPhone, ubicado en la parte inferior de la pantalla de inicio, están los iconos "estrella", que son Teléfono, Mail, Safari y Música. En el iPod touch, estos iconos son Música, Safari, Mail y iMessage.
El iPad también tiene las mismas aplicaciones que el iPhone, excluyendo Bolsa, Tiempo, Calculadora, Voice Memos, Teléfono, Mensajes (aunque sí iMessage) y Nike+iPod, apps separadas para música y vídeo igualmente se usan (como en el iPhone). Varias apps por defecto están reescritas para tomar ventaja de la pantalla más grande. El dock por defecto incluye Safari, Mail, Fotos y Música. Desde iOS 6 en adelante, el iPad 2 y iPad 3 tienen la aplicación de Reloj.

### Multitarea Opcional
Antes de iOS 4, la multitarea estaba reservada para aplicaciones por defecto del sistema. A Apple le preocupaba los problemas de batería y rendimiento si se permitiese correr varias aplicaciones de terceros al mismo tiempo. Para iniciar la multitarea hay que apretar 2 veces el botón del centro. La multitarea solo es compatible desde el iPhone 3GS, iPad 1, iPod Touch (3.ª generación) A partir de iOS 4, dispositivos de tercera generación y posteriores permiten el uso de 7 APIs para multitarea, específicamente:
1. Audio en segundo plano
2. Voz IP
3. Localización en segundo plano
4. Notificaciones push
5. Notificaciones locales
6. Completado de tareas

### Game Center
Fue anunciado en el evento donde se presentó iOS 4 el 8 de abril de 2010. Game Center se lanzó en junio de 2010 para los iPhone y iPod Touch con iOS 4 (excepto para el iPhone 2G, 3G y iPod Touch 1g ). En iOS 5 se perfeccionó, pudiendo agregar una foto a tu perfil, pudiendo ver los amigos de tus amigos y pudiendo encontrar adversarios con recomendaciones de nuevos amigos en función de tus juegos y jugadores favoritos.
Actualmente iOS 9.3.5 es la última versión que cuenta con Game Center, puesto que desde el lanzamiento de iOS 10 se ha eliminado del menú de inicio y de la App Store.

### Tecnologías no admitidas
Las versiones anteriores a iOS 8 no permiten el uso de la Plataforma Java y Adobe Flash, de hecho Steve Jobs escribió una carta abierta donde critica a Flash por ser inseguro, con errores, consumir mucha batería, ser incompatible con interfaces multitáctiles e interferir con el servicio de la App Store. En cambio iOS usa HTML5 como una alternativa a Flash. Esta fue una característica muy criticada en su momento, tal fue el grado que a partir de iOS 8 ya se permite el uso de Adobe Flash; sin embargo los poseedores de un iPhone, iPod touch o iPad con una versión anterior a iOS 8 quedaron fuera de esto; pero de igual forma se puede añadir Adobe Flash comprando un navegador especial en la App Store o haciendo el Jailbreak para poder utilizarlo en Safari (esto último anularía la garantía).
Durante los últimos meses de 2010 en el Silverlight Firestarter event se especulaba sobre la inclusión en iOS de Silverlight 5, y con "transmuxing" se revelaba un gran avance para iOS en esta dirección, pero con los últimos sucesos en los que Microsoft considera redirigir sus intereses a HTML5 el futuro de Silverlight es incierto y por el momento es casi imposible encontrar contenido Silverlight disponible en dispositivos con iOS.

## Kit de desarrollo
El 17 de octubre de 2007, Steve Jobs anunció que un Kit de desarrollo de software o SDK estaría disponible para terceros y desarrolladores en febrero del 2008. El SDK Fue liberado finalmente el 6 de marzo de 2008, permitiendo así a los desarrolladores hacer aplicaciones para el iPhone y iPod Touch, así como probarlas en el "iPhone simulator". De cualquier manera, y hasta la llegada de Xcode 7 solo era posible utilizar el app en los dispositivos después de pagar la cuota del iPhone Developer Program, a partir de Xcode 7 es posible utilizar un dispositivo iOS para probar las aplicaciones sin necesidad de cuenta de desarrollador.
Desde el lanzamiento de Xcode 3.1, Xcode es el programa utilizado en el iPhone SDK. Estas aplicaciones, como las de macOS, están escritas en Objective-C.
Los desarrolladores pueden poner un precio por encima del mínimo ($0.99 dólares) a sus aplicaciones para distribuirlas en el App Store, de donde recibirán el 70 % del dinero que produzca la aplicación. En alternativa, el desarrollador puede optar por lanzar la aplicación gratis, y de esta forma no pagar ningún costo por distribuir la aplicación. (excepto por la cuota de la membresía).